# Cornufer paepkei
Cornufer paepkei es una especie de anfibios de la familia Ceratobatrachidae.

## Distribución geográfica
Es endémica de Nueva Guinea, Nueva Guinea Occidental (Indonesia). 

## Estado de conservación
Se encuentra amenazada por la pérdida de su hábitat natural.